# XVII век до н. э.
XVII (семна́дцатый) век до на́шей э́ры по пролептическому юлианскому календарю — век с 1 января 1700 года до н. э. по 31 декабря 1601 года до н. э. Это 4-й век 2-го тысячелетия до н. э. Ему предшествовал XVIII век до н. э., за ним следовал XVI век до н. э. Закончился 3625 лет назад.

## Правители
- Фараоны XIII династии (до 1650): Себекхотеп VI, Неферхотеп, Хор II, Себекхотеп VII, Ментухотеп, Ментумсаф, Дедумос I, Дедумос II, Сенебми, Неферхотеп III, Себекхотеп VIII, Мершепсеф-Ини, Ментувосер, Сенааиб, Венваветемсаф.
- Фараоны XIV династии (до 1650): Небджекара, Убенра, Ауибра, Херибра, Небсенра, Сехеперенра, Джедхерура, Санхибра, Нефертемра, Какемурра, Неферибра, Хепу, Небеннати, Бебнем.
- XV династия (Великие гиксосы) (с 1650): Салитис, Шеши, Якубхер, Хиан, Апопи I, Апопи II.
- XVI династия (Малые гиксосы) (с 1650): Нубусер, Якбоам, Ваджед.
- XVII династия (в Фивах) (с 1650): Иниотеф IV, Иниотеф V, Себекемсаф II, Джехути, Ментухотеп VI, Небирирад I, Небирирад II, Семенмеджатр.
- Цари Хеттского царства: Лабарна I, Лабарна II (Хаттусили I), Мурсили I.
- Цари Ассирии: Белу-бани, Либайя, Шарма-Адад I, Иптар-Син, Базайра, Луллайя, Кидин-Нинуа, Шарма-Адад II.
- Цари Страны Моря: Иттин-линиби, Дамик-илишу II, Ишкибаль, Шушши.
- Цари Вавилона: Аби-ешу, Амми-дитана, Амми-цадука, Самсу-дитана.
- Цари Элама: Лилаирташ, Темпти-Агун, Танули, Темптихалки, Кук-Нашур, Кутер-Шильхахи, Темптирапташ, Кутучулуш II.
- Цари касситов: Каштилиаш I, Каштилиаш II, Абиратташ, Урзикурумаш, Кхарбашикхи, Типтакзи.
- Цари Ямхада: Ярим-Лим II, Никм-Эпа I, Иркабтум, Аммурапи II.
- Цари Ся: Цзинь, Кун Цзя, Гао, Фа, Цзе (существование спорно).

## События

### Египет
- Первая половина XVII века (вторая половина XVIII века) — Создание в Палестине племенного союза гиксосов, который подчиняет Северную Сирию.
- 1648 (1674) — Завоевание гиксосами («иностранные правители» — егип.) Египта. Гиксосы использовали колесницы, неизвестные египтянам.
- 1648—1540 (ок. 1700 — ок. 1570) — Владычество гиксосов в Египте. Правление XIV, XV (Аварис) и XVI (Средний Египет) династий гиксосов. Фараоны Хиан и Апопи I.
- 1648—1550 — Правление XVII династии в Фивах. Контролирует территорию от Элефантина до Абидоса.

1. 1680-е до н. э. — Египет: начало XVI династии (предположительно)
2. 1650-е до н. э. — Египет: начало XVII династии (предположительно)
3. 1600-е до н. э. — Египет завоёван гиксосами

### Другие регионы

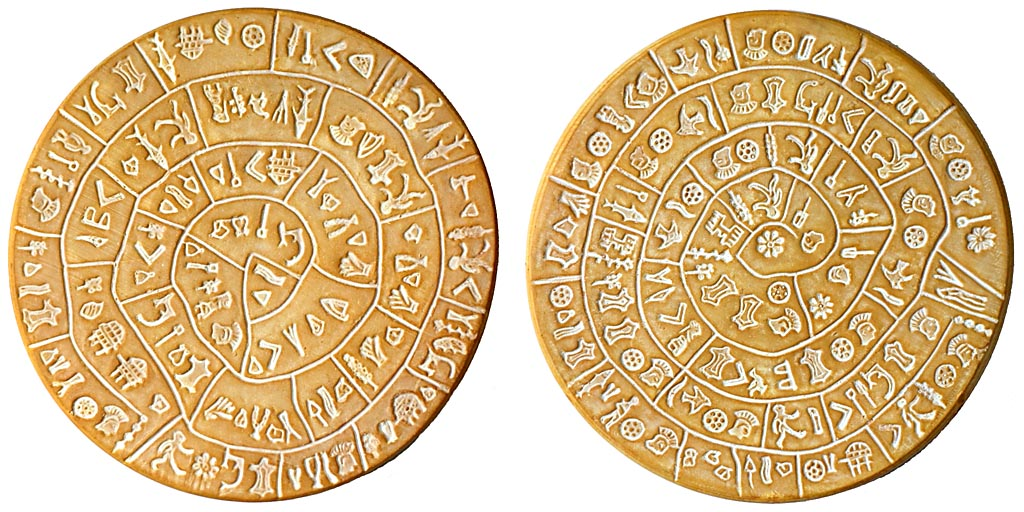
Фестский диск.

- Ок. 1700 — Исчезновение культуры Хараппы.
- Ок. 1700 — Гибель дворцов в Кноссе и Фесте (от землетрясения или вторжения врагов). Вскоре восстановлен.
- Ок. 1680—1650 — Правитель хеттов Лабарна I (Лапарнас). Государство с центром в Хаттусе. Подчинение различных территорий восточной части Малой Азии, вплоть до Средиземного моря.
- Ок. 1650—1620 — Царь хеттов Хаттусили I, сын Лабарны I. Походы в Сирию против Халпы (Алеппо).
- Ок. 1650 — взрыв метеорита уничтожил Талль-эль-Хаммам и соседний город Иерихон[1].
- 1628 — Извержение вулкана на Тире[2]. Гибель Санторина.
- Ок. 1620 — После смерти Хаттусили смуты у хеттов. На престол вступает Мурсили, сын Хаттусили. Перенесение столицы в Хаттусу.
- Ок. 1620 — ок. 1590 — Царь хеттов Мурсили I.